# Катаріна Отте
Катаріна Отте (нім. Katharina Otte, нар. 29 травня 1987, Гамбург, Німеччина) — німецька хокеїстка на траві, бронзова призерка Олімпійських ігор 2016 року.

## Виступи на Олімпіадах
| Олімпіада           | Дисципліна     | Місце |
| ------------------- | -------------- | ----- |
| Лондон 2012         | хокей на траві | 7     |
| Ріо-де-Жанейро 2016 | хокей на траві | 3     |

## Зовнішні посилання
- Катаріна Отте — олімпійська статистика на сайті Sports-Reference.com (англ.) (архівна версія)